# Rohingya
Els rohingyes són un poble d'Arakan de religió musulmana, per contraposició als rakhines que són budistes. El conforma més d'un milió i mig llarg de persones, la majoria de les quals viuen als districtes de Maungdaw, Buthidaung i Rathedaung (els tres del nord d'Arakan). El seu idioma, la llengua rohingya, és similar al bengalí que es parla a la regió de Chittagong, però n'és una llengua no mútuament intel·ligible. El seu nom ve del fet que van poblar el regne de Rohang, al nord del país, prop de la frontera amb Bengala. Els rohingyes (rohang muluk) donaven a l'Arakan el nom de Rohang. El març de 2017 les Nacions Unides van denunciar crims contra la humanitat de la Policia de Birmània contra aquesta minoria musulmana.

## Demografia
Els que s'identifiquen com a rohingyes solen residir als municipis més septentrionals d'Arakan, limítrofs amb Bangladesh, on conformen entre el 80 - 98% de la població. Una família rohingya típica té entre quatre o cinc fills supervivents, però s'han registrat casos de fins a vint-i-vuit nounats en una mateixa família. Els rohingyes tenen un 46% més de fills que la mitjana nacional de Birmània. L'any 2014 es van comptabilitzar prop de 1,3 milions de rohingyes vivint a Birmània i s'estima que n'hi ha un milió a d'altres països. Conformen un 40% de la població de l'estat d'Arakan. Des de desembre de 2016, un de cada set apàtrides al món són rohingyes segons xifres de Nacions Unides.
Al sud-est de Bangladesh, hi ha més de 900.000 refugiats rohingyes que han fugit de la repressió i neteja ètnica viscuda a Birmània. També hi ha grups importants a l'Índia, Tailàndia, Malàisia, Indonèsia, Aràbia Saudita i Pakistan. Més de 100.000 rohingyes viuen en camps de concentració interns dels quals les autoritats birmanes no els permeten sortir.
A la taula següent mostra l'evolució de la població musulmana a Arakan, independentment de l'origen ètnic, de diferents censos històrics:
| Any del cens | Musulmans a Arakan | Musulmans al Districte d'Akyub | Població a Akyub | Percentage de musulmans a Akyub | Indis a Arakan | Indis nascuts fora de Birmània | Població total d'Arakan | Percentatge de musulmans a Arakan |
| ------------ | ------------------ | ------------------------------ | ---------------- | ------------------------------- | -------------- | ------------------------------ | ----------------------- | --------------------------------- |
| 1802         |                    |                                |                  |                                 |                |                                | 248.604                 |                                   |
| 1869         | 24.637             |                                |                  | 10%                             |                |                                | 447.957                 | 5%                                |
| 1872         | 64.315             | 58.255                         | 276.671          | 21%                             |                |                                | 484.963                 | 13%                               |
| 1881         |                    |                                | 359.706          |                                 | 113.557        | 71.104                         | 588.690                 |                                   |
| 1891         |                    |                                | 416.305          |                                 | 137.922        | 62.844                         | 673.274                 |                                   |
| 1901         | 162.754            | 154.887                        | 481.666          | 32%                             | 173.884        | 76.445                         | 762.102                 | 21%                               |
| 1911         |                    | 178.647                        | 529.943          | 30%                             | 197.990        | 46.591                         | 839.896                 |                                   |
| 1921         |                    |                                | 576.430          |                                 | 206.990        | 51.825                         | 909.246                 |                                   |
| 1931         | 255.469            | 242.381                        | 637.580          | 38%                             | 217.801        | 50.565                         | 1.008.535               | 25,3%                             |
| 1983         | 584.518            |                                |                  |                                 |                |                                | 2.045.559               |                                   |

## Llengua
La llengua rohingya és una llengua indoària de la família lingüística indoeuropea i està influenciada per la llengua chittagoniana, parlada a la part més meridional de Bangladesh que limita amb Birmània. Tot i que el rohingya i el chittagonià estan emparentats amb el bengalí, aquestes llengües no són mútuament intel·ligibles. Els rohingyes no solen parlar birmà, la llengua franca de Birmània, i la població s'enfronta a problemes d'integració. El rohingya ha estat transcrit correctament en diversos alfabets, com l'àrab, el hanifi (alfabet recentment creat, derivat de l'àrab amb quatre caràcters dels alfabets llatí i birmà), l'urdú, el llatí i el birmà.
Recentment, s'ha desenvolupat una variant de l'alfabet llatí amb les 26 lletres de la a a la z, incloses la ç i la ñ. Per representar de manera precisa la fonologia rohingya, aquest alfabet també utilitza cinc vocals accentuades (áéíóú). Ha estat reconegut per l'ISO amb el codi rhg (ISO 639-3).

## Religió
El poble rohingya practica majoritàriament l'islam sunnita juntament amb elements del sufisme. El govern de Myanmar restringeix les seves oportunitats educatives, és per això que moltes persones realitzen estudis islàmics com la seva única opció. Les mesquites i les madrasses estan presents a la majoria dels pobles.

## Salut
Segons un estudi publicat a la revista mèdica The Lancet de 2016, els nens rohingyes a Myanmar tenen un pes baix al néixer, signes de desnutrició, diarrea i problemes de reproducció en l'edat adulta. Els rohingyes tenen una taxa de mortalitat infantil de fins a 224 defuncions per cada 1.000 nascuts vius, més de quatre vegades la taxa de la resta de Myanmar (52 de cada 1.000 naixements vius) i tres vegades més que les altres zones no rohingyes de l'estat d'Arakan (77 per 1.000 nascuts vius). L'estudi també va trobar que el 40% dels nens rohingyes pateixen diarrees, a Myanmar, cinc vegades més que els nens de la resta d'Arakan.

## Drets humans
Els rohingye han estat qualificats com «una de les minories menys desitjades del món» i «algunes de les persones més perseguides del món». Els rohingyes són privats del dret a la lliure circulació i al dret a l'educació superior. S'ha negat la ciutadania birmana des que es va promulgar la llei de nacionalitat birmana. No se'ls permet viatjar sense permís oficial i, inclús, se'ls va obligar a signar un compromís de no tenir més de dos fills, tot i no ser aplicada estrictament. Els rohingyes han estat subjectes a treballs forçats i recluits en camps de concentració. Els rohingyes també han perdut quantitats importants de terra cultivable, que ha estat confiscada per militars i lliurada a colons budistes d'altres llocs de Myanmar.
Segons Amnistia Internacional, els rohingyes han sofert violacions de drets humans sota la dictadura militar que governa el país des de 1978, i molts d'ells, com a resultat, han fugit a Bangladesh. El 2005, l'Alt Comissionat de les Nacions Unides per als Refugiats va iniciar la repatriació de rohingyes de Bangladesh, però les denúncies d'abusos de drets humans als camps de refugiats van amenaçar aquest esforç. L'any 2015, 140.000 rohingyes romanen en campaments de desplaçaments interns després de disturbis comunals el 2012. Malgrat els primers esforços de l'ONU, la gran majoria dels refugiats rohingyes a Bangladesh no poden tornar a Myanmar a causa de la violència comunitària de 2012 i el temor a la persecució. El govern de Bangladesh ha reduït la quantitat de suport que assigna als rohingyes a fi d'evitar la sortida de refugiats rohingyes a Bangladesh.
Milers de rohingyes també han fugit a Tailàndia. Al febrer de 2009, van aparèixer evidències que un grup de l'exèrcit tailandès va remolcar un vaixell amb 190 refugiats rohingyes mar endins. Rescatats per les autoritats indonèsies van dir que havien estat capturats pels militars tailandesos i després abandonats al mar.
Els passos per repatriar els refugiats rohingyes es van iniciar el 2005. El 2009, el govern de Bangladesh va anunciar que repatriaria al voltant de 9.000 rohingyes residents als camps de refugiats a l'interior del país cap a Myanmar després d'una reunió amb diplomàtics birmans. El 16 d'octubre de 2011, el nou govern de Myanmar va acordar la repatriació dels refugiats rohingyes registrats. No obstant això, els disturbis estatals d'Akaran el 2012 van obstaculitzar els procés.
El 29 de març de 2014, el govern birmà va prohibir la paraula rohingya i va canviar el registre de la minoria anomenant-lo «bengalí» al Cens de Myanmar de 2014. El 7 de maig de 2014, la Cambra de Representants dels Estats Units va aprovar la resolució que condemnava la persecució al poble rohingya a Myanmar i demanava al govern acabar amb la discriminació i la persecució Investigadors de la Iniciativa Internacional contra els Crim d'Estat de la Universitat Queen Mary de Londres suggereixen que el govern de Myanmar es troba en les etapes finals d'un procés organitzat de genocidi contra els rohingyes. Al novembre de 2016, un alt funcionari de l'ONU a Bangladesh va acusar Myanmar de la neteja ètnica dels rohingyes.